# Черкаська повітова народна рада
Черкаська повітова народна рада ― орган самоврядування Черкаського повіту Київської губернії у 1917–1918 рр. Була утворена шляхом перейменування із Черкаських повітових земських зборів згідно з законом Української Центральної Ради.

## Система виборів
Вибори до повітових земств відбувались восени 1917 року на підставі Тимчасових правил «Про здійснення виборів губернських та повітових гласних», ухвалених Тимчасовим урядом 21 травня 1917 року з кількома наступними змінами та доповненнями. Згідно з цим актом гласні обиралися строком до 1 січня 1919 р.
Система виборів була досить складною. Кожен повіт поділявся на міські та сільські виборчі округи. Пасивним виборчим правом користувалися громадяни без різниці статі, національності та віросповідання, які досягли двадцятирічного віку, проживають у відповідному окрузі або мають там будинок чи перебувають на службі. Військовослужбовці місцевого гарнізону також мали право голосу, що дещо спотворювало волевиявлення. 
Не мали право голосувати ченці, психічно хворі, глухонімі, а також засуджені за деякі види злочинів. Кандидатами у гласні могли стати як місцеві мешканці, так і приїжджі. У кожному окрузі могла обиратися різна кількість гласних. Ці цифри визначала повітова земська управа. У сільських виборчих округах діяла пропорційна система виборів, тобто голосування відбувалося за списками, які виставлялися групами виборців (не менше десятьох). При цьому вони могли бути як партійними так і позірно аполітичними. Кількість обраних за кожним списком гласних визначалася пропорційно поданим голосам. Необрані особи отримували право замістити обраного гласного.
У міських виборчих округах ситуація складніша: там, де треба обрати більше трьох гласних — теж діє пропорційна система,  а там, де менше трьох — голосують не за список, а за кандидата. При цьому можна проголосувати за трьох або чотирьох кандидатів. Обраним вважався кандидат, що набрав більшість голосів. Наступ- них дві особи ставали кандидатами у гласні, що мали право замістити обраного гласного у разі потреби.

## Склад
До складу Черкаської повітової народної ради було обрано 70 осіб:
1. Безсмолій Іван Єфимович
2. Бесараб С.
3. Бідний Пилип Макарович
4. Білашенко Федір Дмитрович
5. Білик Микола Якимович
6. Білокур Яків Семенович
7. Близнюк Петро Іванович
8. Бойко Никола Андрійович
9. Братко Андрій Максимович
10. Бугеря Іван Федорович
11. Буняк Павло Павлович
12. Бутько Григорій Павлович
13. Василенко Марко Изидорович
14. Водяний Яків Михайлович
15. Ворона Ілля Якович
16. Гаращенко І.Т.
17. Гаркуша Афанасій Юрович
18. Головко Іван Осипович
19. Грам Михайло Данилович
20. Грищенко Кузьма Макарович
21. Дерев'янка Каленик Антонович
22. Дзигарь Омелян Олексійович
23. Жирний Іван Іванович
24. Житомирський Леонід Львович
25. Задорожний Іван Павлович
26. Зелененко Іван Михайлович
27. Зільберман Іцхак Аронович
28. Іщенко Василь Романович
29. Камінний Сергій Фомич
30. Кирпатий Федір Кіндратович
31. Коваленко Захар Павлович
32. Козинець Олександр Мусійович
33. Кондратенко Марко Вакулович
34. Корпань Олександр Дементійович
35. Кравець Петро Степанович
36. Крижанівський Іларіон Григорович
37. Кучугурний Кузьма Микитович
38. Лапскер Осип Лейбович
39. Литвин Лука Семенович
40. Логвиненко Петро Порфирійович
41. Макаренко Грицько Якович
42. Малашник Роман Захарович
43. Марковчин Аврам Степанович
44. Мельник Никифор Петрович
45. Мостовий Хтодосій Мусієвич
46. Музиченко Логвин Якович
47. Настенко Митрофан Осипович
48. Ноженко Леонтій Павлович
49. Петров Володимир Георгійович
50. Плохута Іван Степанович
51. Присяжний Афанасій Мусійович
52. Ринковий Петро Осипович
53. Рябиця Демид Данилович
54. Сіренко Роман Семенович
55. Ситник Дмитро Іванович
56. Скалига Спиридон Микитович
57. Снісарь Роман Ігнатович
58. Солоденко Борис Григорович
59. Ставневий Йов Леонтійович
60. Субботовський Бен-Ціон Іцків-Айзиків
61. Тенянко Петро Володимирович
62. Цьома Нестор Іванович
63. Черниш Михайло Андрійович
64. Чубинський Тарас Константинович
65. Швець Федір Петрович
66. Шевченко Евфим Степанович
67. Шевченко Михайло Ігнатович
68. Шевченко Юрко Гнатович
69. Щічка Микола Яковлевич
70. Ярема Лук'ян Іванович